# Neil Smith
Neil Robert Smith (Leith, 18 de junio de 1954 - Nueva York, 29 de septiembre de 2012) fue un geógrafo y académico escocés.

## Vida académica
Se graduó en la Universidad de Saint Andrews en 1977. Recibió el doctorado en 1982, en la Universidad Johns Hopkins. Fue profesor de Geografía en la Universidad de Columbia entre 1982 y 1986 y después en la Universidad Rutgers, entre 1986 y 2000. En Rutgers fue decano del departamento de Geografía (1991-94) y miembro principal del Centro para el Análisis Crítico de la Cultura Contemporánea. Distinguido catedrático de Antropología y Geografía en el Centro de Graduados de la Universidad de la Ciudad de Nueva York (CUNY). Entre 2008 y 2012 dictó clases en la Universidad de Aberdeen.

## Planteamientos
En su obra más importante de la teoría social, Uneven Development: Nature, Capital and the Production of Space (1984), propuso que el desarrollo espacial desigual es una función de la lógica de procedimiento de los mercados de capitales, por lo tanto, la sociedad y la economía "producen" el espacio. El profesor Smith se acredita con las teorías convincentes sobre el aburguesamiento de los barrios pobres como un proceso económico impulsado por los precios de la tierra urbana y la especulación de la tierra de la ciudad - no es una preferencia cultural por los que viven en la ciudad. Su artículo seminal, "Hacia una teoría de la gentrificación: a Volver al Movimiento por la ciudad capital, no a la gente "(1979) se menciona más de 300 veces.
Los argumentos de Neil Smith sobre la gentrificación fueron parte de un análisis más amplio de cómo el capitalismo configura la naturaleza y el espacio geográfico.
Entre sus otras publicaciones, su Capital financiero, propiedad inmobiliaria y cultura (Macba/UAB, 2005), escrito con su colega, el también catedrático de Geografía de la CUNY, David Harvey, critica el proceso de «disneyficación» del modelo urbano de Barcelona.
El profesor Smith murió el 29 de septiembre de 2012. Su causa de muerte fue clasificada como "fallas de órganos".

## Publicaciones
Libros
- 2006 The Politics of Public Space, Routledge (con Setha Low)
- 2005 Endgame of Globalization, Routledge
- 2002 American Empire: Roosevelt's Geographer and the Prelude to Globalization. University of California Press. (Ganadors del Los Angeles Times Book Prize for Biography)
- 2000 Globalización: Transformaciones Urbanas, Precarización social Y Discriminación De Género, (con Cindi Katz). Nueva Gráfica, S.A.L. La Cuesta, La Laguna
- 1996 La nueva frontera urbana: Ciudad revanchista y gentrificación. Traficantes de Sueños, 2012.
- 1994 Geography and Empire: Critical Studies in the History of Geography, Basil Blackwell, Oxford (con Anne Godlewska)
- 1986 Gentrification of the City, George, Allen and Unwin, London (con Peter Williams)
- 1984 Uneven Development: Nature, Capital and the Production of Space. Basil Blackwell. 2ª Edición 1990.

Artículos
- 2003 Foreword, pp vii-xxiii in Urban Revolution, by Henri Lefebvre. Minneapolis: University of Minnesota Press.
- 2003 "Geographies of Substance" in Envisioning Human Geography, Paul Cloke, Philip Crang, and Mark Goodwin, eds.
- 2003 "Gentrification Generalized: From Local Anomaly to Urban 'Regeneration' as Global Urban Strategy" in Frontiers of Capital: Ethnographic Reflections on the New Economy, M. Fisher and G. Downey, eds.
- 2003 "Generalizing Gentrification" in Retours en ville, Catherine Bidou, Daniel Hiernaux, and Helene Riviere D'Arc, eds. Paris: Descartes & Cie. January.
- 2002 "Scale Bending" in Rethinking Scale, E. Sheppard and R. McMaster, eds.
- 2002 "Remaking Scale: Competition and Cooperation in Prenational and Postnational Europe" in State/Spaces.
- 2002 "Scales of Terror: The Manufacturing of Nationalism and the War for U.S. Globalism," pp 97–108 in After the World Trade Center, Sharon Zukin and Michael Sorkin, eds. New York: Routledge.
- 2002 "New Globalism, New Urbanism: Gentrification as Global Urban Strategy," Antipode 34(3): 434-57. Reprinted in "Neo-Liberal Urbanism", Neil Brenner and Nik Theodore, eds., Malden, MA: Basil Blackwell.
- 2002 "Ashes and Aftermath," Studies in Political Economy 67. Spring issue, pp 7–12.
- 2002 "Ashes and AFtermath," Philosophy & Geography 5(1): 9-12.
- 2002 "Kontinuum New York," pp 72–86 in Die Stadt Als Event, Regina Bittner, ed. Dessau, Bauhaus.
- 1979 "Toward a Theory of Gentrification A Back to the City Movement by Capital, not People" Journal of the American Planning Association 45:4, pp 538–48. doi 10.1080/01944367908977002